# Stade de l'Est
Pour le stade de Saint-Denis de La Réunion, voir Stade Jean-Ivoula.
Le Stade de l’Est est un ancien club omnisports parisien de football, aujourd'hui disparu, qui s'installa en banlieue aux Pavillons-sous-Bois à cause du manque de terrain de football dans la capitale. Le club est alors rebaptisé Stade de l’est pavillonnais. 
Les couleurs du club étaient le rouge et l'or.

## Histoire

### Basket-ball
Les joueuses de basket-ball du Stade de l'Est sont sacrées championnes de France en 1955.

### Football
Le Stade de l'Est est sacré champion de Paris en 1936. Vainqueur du Stade Clermont-Ferrand 5-1 mais battu par le Stade havrais 1-0, le club n'accède pas aux demi-finales du championnat de France amateurs remporté par l'AS Valentigney. 
Nouveau titre de champion de Paris en 1952 donnant accès au Championnat de France Amateurs mais le club refuse cette promotion pour des raisons budgétaires.
En Coupe de France, le Stade de l'Est atteint les 16es de finale en 1940 et les 32es de finales en 1930, 1937 et 1941.

## Palmarès

### Basket-ball
- Champion de France féminin : 1955

### Football
- Champion DH Paris : 1936, 1952
- Meilleur résultat en Coupe de France : seizièmes de finale en 1940

## Bilan saison par saison

### Football
| Saison    | Div.                                         | clas. | Pts. | M.J. | Vic. | Nuls | Déf. | B.P. | B.C. | D.B. | Coupe de France                                      |
| 1944-1945 | Division d'Honneur (Paris)                   | --    | --   | --   | --   | --   | --   | --   | --   | --   | n.c.                                                 |
| 1945-1946 | Promotion d'Honneur (Paris)                  | --    | --   | --   | --   | --   | --   | --   | --   | --   | n.c.                                                 |
| 1946-1947 | Promotion d'Honneur (Paris)                  | --    | --   | --   | --   | --   | --   | --   | --   | --   | n.c.                                                 |
| 1947-1948 | Promotion d'Honneur (Paris)                  | --    | --   | --   | --   | --   | --   | --   | --   | --   | n.c.                                                 |
| 1948-1949 | Promotion d'Honneur (Paris)                  | --    | --   | --   | --   | --   | --   | --   | --   | --   | n.c.                                                 |
| 1949-1950 | Promotion d'Honneur (Paris)                  | --    | --   | --   | --   | --   | --   | --   | --   | --   | n.c.                                                 |
| 1950-1951 | Promotion d'Honneur (Paris)                  | --    | --   | --   | --   | --   | --   | --   | --   | --   | n.c.                                                 |
| 1951-1952 | Division d'Honneur (Paris)                   | --    | --   | --   | --   | --   | --   | --   | --   | --   | n.c.                                                 |
| 1952-1953 | Division d'Honneur (Paris)                   | --    | --   | --   | --   | --   | --   | --   | --   | --   | n.c.                                                 |
| 1953-1954 | Division d'Honneur (Paris)                   | --    | --   | --   | --   | --   | --   | --   | --   | --   | n.c.                                                 |
| 1954-1955 | Division d'Honneur (Paris)                   | --    | --   | --   | --   | --   | --   | --   | --   | --   | n.c.                                                 |
| 1955-1956 | Division d'Honneur (Paris)                   | --    | --   | --   | --   | --   | --   | --   | --   | --   | n.c.                                                 |
| 1956-1957 | Division d'Honneur (Paris)                   | --    | --   | --   | --   | --   | --   | --   | --   | --   | n.c.                                                 |
| 1957-1958 | Division d'Honneur (Paris)                   | --    | --   | --   | --   | --   | --   | --   | --   | --   | n.c.                                                 |
| 1958-1959 | Promotion d'Honneur (Paris)                  | --    | --   | --   | --   | --   | --   | --   | --   | --   | n.c.                                                 |
| 1959-1960 | Promotion d'Honneur (Paris)                  | 12e   | 40   | 24   | 6    | 4    | 14   | 37   | 68   | -31  | n.c.                                                 |
| 1960-1961 | 1re Division (Paris)                         | --    | --   | --   | --   | --   | --   | --   | --   | --   | n.c.                                                 |
| 1961-1962 | 1re Division (Paris)                         | --    | --   | --   | --   | --   | --   | --   | --   | --   | n.c.                                                 |
| 1962-1963 | Promotion d'Honneur (Paris)                  | 6e    | 33   | 18   | 6    | 3    | 9    | 22   | 28   | -6   | n.c.                                                 |
| 1963-1964 | 1re Division (Paris)                         | --    | --   | --   | --   | --   | --   | --   | --   | --   | n.c.                                                 |
| 1964-1965 | Promotion d'Honneur (Paris)                  | 4e    | 47   | 22   | 11   | 3    | 8    | 55   | 33   | +22  | n.c.                                                 |
| 1965-1966 | Promotion d'Honneur (Paris)                  | --    | --   | --   | --   | --   | --   | --   | --   | --   | n.c.                                                 |
| 1966-1967 | Promotion d'Honneur (Paris)                  | --    | --   | --   | --   | --   | --   | --   | --   | --   | n.c.                                                 |
| 1967-1968 | Promotion d'Honneur (Paris)                  | --    | --   | --   | --   | --   | --   | --   | --   | --   | n.c.                                                 |
| 1968-1969 | Promotion d'Honneur (Paris)                  | --    | --   | --   | --   | --   | --   | --   | --   | --   | n.c.                                                 |
| 1969-1970 | 1re Division (Paris)                         | --    | --   | --   | --   | --   | --   | --   | --   | --   | n.c.                                                 |
| 1970-1971 | 1re Division (Paris)                         | --    | --   | --   | --   | --   | --   | --   | --   | --   | n.c.                                                 |
| 1971-1972 | 1re Division (Paris)                         | --    | --   | --   | --   | --   | --   | --   | --   | --   | n.c.                                                 |
| 1972-1973 | 1re Division (Paris)                         | --    | --   | --   | --   | --   | --   | --   | --   | --   | n.c.                                                 |
| 1973-1974 | Promotion d'Honneur (Paris)                  | 8e    | 42   | 22   | 5    | 10   | 7    | 29   | 37   | -8   | 3e tour (éliminé par ES Villiers-sur-Marne 3-4 a.p.) |
| 1974-1975 | Promotion d'Honneur (Paris)                  | --    | --   | --   | --   | --   | --   | --   | --   | --   | n.c.                                                 |
| 1975-1976 | Division d'Honneur Régionale (Paris)         | --    | --   | --   | --   | --   | --   | --   | --   | --   | n.c.                                                 |
| 1976-1977 | Division d'Honneur Régionale (Paris)         | --    | --   | --   | --   | --   | --   | --   | --   | --   | n.c.                                                 |
| 1977-1978 | Division d'Honneur Régionale (Paris)         | --    | --   | --   | --   | --   | --   | --   | --   | --   | n.c.                                                 |
| 1978-1979 | Division d'Honneur (Paris)                   | 10e   | 40   | 22   | 7    | 4    | 11   | 30   | 42   | -12  | 3e tour (éliminé par l'AS PTT Paris 2-1)             |
| 1979-1980 | Division d'Honneur (Paris)                   | 11e   | 39   | 22   | 7    | 3    | 12   | 33   | 37   | -4   | 5e tour (éliminé par Paris UC 3-2)                   |
| 1980-1981 | Division d'Honneur Régionale (Paris) - Gr. A | 7e    | 42   | 22   | 7    | 6    | 9    | 20   | 31   | -11  | n.c.                                                 |
| 1981-1982 | Division d'Honneur Régionale (Paris) - Gr. A | --    | --   | --   | --   | --   | --   | --   | --   | --   | n.c.                                                 |
| 1982-1983 | Division d'Honneur Régionale (Paris) - Gr. A | --    | --   | --   | --   | --   | --   | --   | --   | --   | n.c.                                                 |
| 1983-1984 | Division d'Honneur Régionale (Paris) - Gr. A | --    | --   | --   | --   | --   | --   | --   | --   | --   | n.c.                                                 |
| 1984-1985 | Division d'Honneur Régionale (Paris) - Gr. A | --    | --   | --   | --   | --   | --   | --   | --   | --   | n.c.                                                 |
| 1985-1986 | Division d'Honneur Régionale (Paris) - Gr. A | --    | --   | --   | --   | --   | --   | --   | --   | --   | n.c.                                                 |
| 1986-1987 | Division d'Honneur Régionale (Paris) - Gr. B | --    | --   | --   | --   | --   | --   | --   | --   | --   | n.c.                                                 |
| 1987-1988 | Division d'Honneur Régionale (Paris) - Gr. B | --    | --   | --   | --   | --   | --   | --   | --   | --   | n.c.                                                 |
| 1988-1989 | Promotion d'Honneur (Paris) - Gr. C          | --    | --   | --   | --   | --   | --   | --   | --   | --   | n.c.                                                 |
| 1989-1990 | Promotion d'Honneur (Paris) - Gr. C          | --    | --   | --   | --   | --   | --   | --   | --   | --   | n.c.                                                 |
| 1990-1991 | Promotion d'Honneur (Paris) - Gr. B          | --    | --   | --   | --   | --   | --   | --   | --   | --   | n.c.                                                 |
| 1991-1992 | Promotion d'Honneur (Paris) - Gr. D          | --    | --   | --   | --   | --   | --   | --   | --   | --   | n.c.                                                 |
| 1992-1993 | Promotion d'Honneur (Paris) - Gr. A          | --    | --   | --   | --   | --   | --   | --   | --   | --   | n.c.                                                 |
| 1993-1994 | Promotion d'Honneur (Paris) - Gr. D          | --    | --   | --   | --   | --   | --   | --   | --   | --   | n.c.                                                 |
| 1994-1995 | Promotion d'Honneur (Paris) - Gr. C          | --    | --   | --   | --   | --   | --   | --   | --   | --   | n.c.                                                 |
| 1995-1996 | Promotion d'Honneur (Paris) - Gr. D          | --    | --   | --   | --   | --   | --   | --   | --   | --   | n.c.                                                 |